# Federação Comorense de Voleibol
A Federação Comorense de Voleibol  (em francêsːFédération comorienne de volley-ball, FCV) é  uma organização fundada em 1982 que governa a pratica de voleibol em Comores, sendo membro da Federação Internacional de Voleibol e da Confederação Africana de Voleibol, a entidade é responsável por  organizar  os campeonatos nacionais de  voleibol masculino e feminino no país.